# Championnats d'Europe de VTT 2006
Navigation
Édition précédente Édition suivante
Les championnats d'Europe de VTT 2006 ont lieu du 28 au 30 juillet à Chies d'Alpago dans le nord de l'Italie. Ils sont organisés par l'Union européenne de cyclisme et concernent le VTT cross-country.
Le VTT marathon a lieu le 23 juillet à Tambre en Italie.

## Résultats

### Cross-country
La catégorie femmes moins de 23 ans apparait pour la première fois aux championnats d'Europe.
| Épreuve                | Vainqueur                                                | Deuxième                                                                 | Troisième                                                                |
| ---------------------- | -------------------------------------------------------- | ------------------------------------------------------------------------ | ------------------------------------------------------------------------ |
| Hommes                 | Julien Absalon                                           | Christoph Sauser                                                         | Ralph Näf                                                                |
| Hommes                 | 2 h 01 min 45 s                                          | + 28 s                                                                   | + 36 s                                                                   |
| Femmes                 | Margarita Fullana                                        | Gunn-Rita Dahle                                                          | Sabine Spitz                                                             |
| Femmes                 | 1 h 41 min 37 s                                          | + 1 min 31 s                                                             | + 2 min 30 s                                                             |
| Hommes moins de 23 ans | Nino Schurter                                            | Rudi van Houts                                                           | Tony Longo                                                               |
| Hommes moins de 23 ans | 1 h 31 min 00 s                                          | + 37 s                                                                   | + 1 min 02 s                                                             |
| Femmes moins de 23 ans | Sarah Koba                                               | Tereza Huříková                                                          | Eva Lechner                                                              |
| Femmes moins de 23 ans | 1 h 31 min 35 s                                          | + 50 s                                                                   | + 1 min 10 s                                                             |
| Hommes juniors         | Mathias Flückiger                                        | Alexis Vuillermoz                                                        | Pascal Meyer                                                             |
| Hommes juniors         | 1 h 17 min 33 s                                          | + 5 s                                                                    | + 1 min 15 s                                                             |
| Femmes juniors         | Tanja Žakelj                                             | Julie Krasniak                                                           | Alexandra Engen                                                          |
| Femmes juniors         | 1 h 15 min 56 s                                          | + 40 s                                                                   | + 2 min 12 s                                                             |
| Relais mixte           | Suisse Ralph Näf Petra Henzi Martin Fanger Nino Schurter | France Cédric Ravanel Séverine Hansen Alexis Vuillermoz Stéphane Tempier | Suède Fredrik Kessiakoff Emil Lindgren Maria Östergren Matthias Wengelin |
| Relais mixte           | 1 h 05 min 09 s                                          | + 34 s                                                                   | + 1 min 06 s                                                             |

### Cross-country marathon
Le VTT marathon a lieu le 23 juillet à Tambre en Italie.
| Épreuve          | Vainqueur       | Deuxième      | Troisième            |
| ---------------- | --------------- | ------------- | -------------------- |
| Hommes (93,4 km) | Ralph Näf       | Thomas Stoll  | Andreas Kugler       |
| Hommes (93,4 km) | 4 h 05 min 17 s | + 2 min 51 s  | + 3 min 10 s         |
| Femmes (74,6 km) | Gunn-Rita Dahle | Pia Sundstedt | Dolores Mächler-Rupp |
| Femmes (74,6 km) | 3 h 35 min 11 s | + 5 min 06 s  | + 9 min 39 s         |